# Zvi Zeitlin
Pour les articles homonymes, voir Zeitlin.
Zvi Zeitlin (Doubrovno, 21 février 1922 – Rochester, 2 mai 2012) est un violoniste classique et professeur américain d'origine russe.

## Biographie
Zvi Zeitlin naît à Doubrovno (aujourd'hui en Biélorussie), fils d'un médecin et violoniste amateur. Âgé de onze ans, Zeitlin remporte une bourse d'études à la Juilliard School de New York. Il s'agit du plus jeune étudiant doté d'une bourses d'études dans l'historique de l'institution. Par la suite il effectue des Études Juives à l'Université hébraïque de Jérusalem et sert dans la Royal Air Force, de 1943 à 1946. Après la seconde Guerre mondiale, il revient à la Juilliard pour se perfectionner et travaille avec Sascha Jacobsen, Louis Persinger et Ivan Galamian.
Les compositeurs de Gunther Schuller, Paul Ben-Haim et Carlos Surinach on chacun composé un concertos pour violon pour Zeitlin, qui en a effectué la création. Il était également particulièrement le champion du concerto pour violon d'Arnold Schönberg qu'il a enregistré pour le label Deutsche Grammophon.
Pendant plus de quarante-cinq ans, à partir de 1967, Zeitlin enseigne à l'école de musique Eastman de l'Université de Rochester, et ce, jusqu'à sa mort en 2012. Il donne son dernier récital à l'école, juste avant son 90e anniversaire. De 1976 à 1982, Zeitlin fonde le Trio Eastman, avec le pianiste Barry Snyder et le violoncelliste Robert Sylvester. Il enseigne également aux cours d'été de l'Académie de musique de l'Ouest, en Californie, dès 1973,. Entre 1962 et 2002, il a joué sur l'un des rares violon de crémone de Giuseppe Guarneri del Gesù, « Prince Doria »  1734, donné à son intention par la famille de Lionel Perera, avant de passer à une copie réalisée par le luthier américain contemporain, Gregg Alf.
Zeitlin et sa femme Marianne Langner Zeitlin ont été mariés pendant 61 ans. Le couple a eu deux enfants, Hillel et Leora. Lui survivent, sa veuve et ses enfants, sa sœur Anba Kantor et six petits-enfants et deux arrière-petits-enfants.